# De gouden jaguar
De gouden jaguar is het 16de stripverhaal van Jommeke. De reeks wordt getekend door striptekenaar Jef Nys.

## Personages
- Jommeke
- Flip
- Filiberke
- Pekkie
- Annemieke
- Rozemieke
- professor Gobelijn
- Archibald Van Buikegem

## Verhaal
Het verhaal begint wanneer Jommeke, Flip, Filiberke en Pekkie zich aan het strand vermaken. Jommeke loopt er per ongeluk tegen een dikke man, die later Archibald Van Buikegem blijkt te heten. Hij moet hem met een fietspomp reanimeren. Jommeke krijgt de beschikking over de motorboot van Archibald. Op zee vinden hij en zijn vrienden een veldfles met een noodkreet. Ene J.G. zit verdwaald in de jungle van de Orinoco. Zij besluiten deze onbekende man te helpen en ook de Miekes gaan mee. Wanneer Jommeke voor de vierde keer tegen de buik van Archibald loopt, ontdekken ze dat hij naar Zuid-Amerika trekt. Ze besluiten in zijn vliegtuigje binnen te glippen. Eenmaal boven de Orinoco springen ze met een parachute uit het vliegtuig.
In hun tocht door de jungle beleven ze allerlei avonturen. Zo moeten ze een kloof overbruggen, een tijger verschalken, een krokodil in de Orinoco verslaan, ... Om te overleven schiet Filiberke met zijn katapult vogels neer. Hierbij komt Flip bijna om het leven. Later vindt Flip in een boom de letters J.G. gekerfd. De vrienden ontdekken dat de man die ze zoeken, kentekens achterliet om hem terug te vinden. Ze volgen die tot een graf met steenblokken en kruis. Ze denken dat de man dood is, maar hij blijkt nog te leven. Hij had een graf gemaakt in afwachting van zijn nakende dood. De man in kwestie blijkt niemand minder dan professor Jeremias Gobelijn te zijn.
Professor Gobelijn vertelt de kinderen dat hij voor een vriend op zoek is naar de gouden jaguar, een beeld van een jaguar in goud. Zijn vriend weet van het bestaan van het beeld nadat een oude indiaan hem er over vertelde. Het is een oud afgodsbeeld dat door de lokale indianen bij de inval van de blanken verborgen werd. De oude indiaan was de laatste die nog de geheime schuilplaats kende. Wanneer Gobelijn voldoende hersteld is van zijn ontberingen, besluiten de vrienden naar de jaguar te zoeken. Wanneer ze een echte jaguar naar zijn hol volgen, ontdekken ze een grot met daarin de gouden jaguar.
Jommeke en zijn vrienden trekken naar een nabijgelegen dorp, Rio-del-Moka, waar de vriend van Gobelijn op hem zou wachten. Na enkele dagen bereiken ze het dorp, waar Jommeke opnieuw tegen Archibald Van Buikegem botst. Ze ontdekken dat Archibald de vriend van Gobelijn is. Met de hulp van enkele indianen wordt het beeld opgehaald. Archibald besluit het beeld te smelten. Het goud wordt gebruikt voor de bouw van scholen, ziekenhuizen en fabrieken voor de lokale indianen. Het gezelschap reist na de opstart van de werken terug met het vliegtuig naar huis.

## Achtergronden bij het verhaal
- Jommeke trekt voor de tweede maal in de reeks naar Zuid-Amerika. Na de Galapagoseilanden bij Ecuador zijn nu de oerwouden bij de rivier Orinoco aan de beurt. Hoewel het land niet vermeld wordt, betreft dit meer dan waarschijnlijk Venezuela.
- In dit album maakt Archibald Van Buikegem zijn debuut. Hij is een dikke oudere man met een witte snor. Hij is een goede vriend van Jommeke en zal zich later in de reeks vooral met een helikopter verplaatsen. Zijn ontmoetingen met Jommeke zijn meestal pijnlijk daar Jommeke altijd tegen hem botst, waardoor zijn maag overhoop ligt. Hij krijgt daarna altijd lucht ingepompt. Hij komt in meerdere verhalen voor, maar telkens in een bijrol.
- In het begin van het verhaal bezoeken Jommeke en Filiberke een zeevaartmuseum. Daarbij wordt de Golfstroom in het kort uitgelegd.
- Het verhaal start met een Flip die op het strand de lezers rechtstreeks toespreekt. Dit gebeurt voor het eerst in de reeks.
- De gouden jaguar verschijnt jaren later ook ten tonele in album 254.